# 8.ª etapa del Giro de Italia 2021
La 8.ª etapa del Giro de Italia 2021 tuvo lugar el 15 de mayo de 2021 entre Foggia y Guardia Sanframondi sobre un recorrido de 170 km y fue ganada en solitario por el francés Victor Lafay del equipo Cofidis, Solutions Crédits. El húngaro Attila Valter consiguió mantener un día más el liderato.

## Clasificación de la etapa
| Foggia - Guardia Sanframondi | etapa de media montaña | (170 km) |

| \| Clasificación de la etapa \| Clasificación de la etapa \| Clasificación de la etapa \| Clasificación de la etapa \| Clasificación de la etapa \| \| Ciclista \| Ciclista \| Equipo \| Tiempo \| \| \| ------------------------- \| ------------------------- \| ------------------------- \| ------------------------- \| ------------------------- \| \| 1.º \| Victor Lafay \| Cofidis \| 4 h 06 min 47 s \| \| \| 2.º \| Francesco Gavazzi \| Eolo-Kometa \| + 36 s \| \| \| 3.º \| Nikias Arndt \| Team DSM \| + 37 s \| \| \| 4.º \| Nélson Filippe Oliveira \| Movistar Team \| + 41 s \| \| \| 5.º \| Giovanni Carboni \| Bardiani CSF Faizanè \| + 44 s \| \| \| 6.º \| Kobe Goossens \| Lotto-Soudal \| + 58 s \| \| \| 7.º \| Victor Campenaerts \| Qhubeka Assos \| + 1 min 00 s \| \| \| 8.º \| Alexis Gougeard \| AG2R Citroën Team \| + 1 min 54 s \| \| \| 9.º \| Fernando Gaviria \| UAE Team Emirates \| + 3 min 04 s \| \| \| 10.º \| João Almeida \| Deceuninck-Quick Step \| + 4 min 48 s \| \| |                         |                       |                 |
| |                         |                       |                 |
| Fuente: ProCyclingStats |                         |                       |                 |
| Clasificación de la etapa |                         |                       |                 |
| Ciclista | Ciclista                | Equipo                | Tiempo          |
| 1.º | Victor Lafay            | Cofidis               | 4 h 06 min 47 s |
| 2.º | Francesco Gavazzi       | Eolo-Kometa           | + 36 s          |
| 3.º | Nikias Arndt            | Team DSM              | + 37 s          |
| 4.º | Nélson Filippe Oliveira | Movistar Team         | + 41 s          |
| 5.º | Giovanni Carboni        | Bardiani CSF Faizanè  | + 44 s          |
| 6.º | Kobe Goossens           | Lotto-Soudal          | + 58 s          |
| 7.º | Victor Campenaerts      | Qhubeka Assos         | + 1 min 00 s    |
| 8.º | Alexis Gougeard         | AG2R Citroën Team     | + 1 min 54 s    |
| 9.º | Fernando Gaviria        | UAE Team Emirates     | + 3 min 04 s    |
| 10.º | João Almeida            | Deceuninck-Quick Step | + 4 min 48 s    |

## Clasificaciones al final de la etapa
- Las clasificaciones finalizaron de la siguiente forma:[2]

### Clasificación general(Maglia Rosa)
| \| Clasificación general \| Clasificación general \| Clasificación general \| Clasificación general \| Clasificación general \| \| Ciclista \| Ciclista \| Equipo \| Tiempo \| \| \| --------------------- \| --------------------- \| ---------------------- \| --------------------- \| --------------------- \| \| 1.º \| Attila Valter \| Groupama-FDJ \| 31 h 10 min 53 s \| \| \| 2.º \| Remco Evenepoel \| Deceuninck-Quick Step \| + 11 s \| \| \| 3.º \| Egan Bernal \| Ineos Grenadiers \| + 16 s \| \| \| 4.º \| Aleksandr Vlásov \| Astana-Premier Tech \| + 24 s \| \| \| 5.º \| Hugh Carthy \| EF Education-Nippo \| + 38 s \| \| \| 6.º \| Damiano Caruso \| Bahrain Victorious \| + 39 s \| \| \| 7.º \| Giulio Ciccone \| Trek-Segafredo \| + 41 s \| \| \| 8.º \| Daniel Martin \| Israel Start-Up Nation \| + 47 s \| \| \| 9.º \| Simon Yates \| BikeExchange \| + 49 s \| \| \| 10.º \| Louis Vervaeke \| Alpecin-Fenix \| + 50 s \| \| |                  |                        |                  |
| |                  |                        |                  |
| Fuente: ProCyclingStats |                  |                        |                  |
| Clasificación general |                  |                        |                  |
| Ciclista | Ciclista         | Equipo                 | Tiempo           |
| 1.º | Attila Valter    | Groupama-FDJ           | 31 h 10 min 53 s |
| 2.º | Remco Evenepoel  | Deceuninck-Quick Step  | + 11 s           |
| 3.º | Egan Bernal      | Ineos Grenadiers       | + 16 s           |
| 4.º | Aleksandr Vlásov | Astana-Premier Tech    | + 24 s           |
| 5.º | Hugh Carthy      | EF Education-Nippo     | + 38 s           |
| 6.º | Damiano Caruso   | Bahrain Victorious     | + 39 s           |
| 7.º | Giulio Ciccone   | Trek-Segafredo         | + 41 s           |
| 8.º | Daniel Martin    | Israel Start-Up Nation | + 47 s           |
| 9.º | Simon Yates      | BikeExchange           | + 49 s           |
| 10.º | Louis Vervaeke   | Alpecin-Fenix          | + 50 s           |

### Clasificación por puntos(Maglia Ciclamino)
| Clasificación por puntos | Clasificación por puntos | Clasificación por puntos    | Clasificación por puntos | Clasificación por puntos |
| Ciclista                 | Ciclista                 | Equipo                      | Puntos                   |                          |
| ------------------------ | ------------------------ | --------------------------- | ------------------------ | ------------------------ |
| 1.º                      | Tim Merlier              | Alpecin-Fenix               | 83 pts                   |                          |
| 2.º                      | Giacomo Nizzolo          | Qhubeka Assos               | 76 pts                   |                          |
| 3.º                      | Elia Viviani             | Cofidis                     | 69 pts                   |                          |
| 4.º                      | Davide Cimolai           | Israel Start-Up Nation      | 66 pts                   |                          |
| 5.º                      | Peter Sagan              | Bora-Hansgrohe              | 57 pts                   |                          |
| 6.º                      | Fernando Gaviria         | UAE Team Emirates           | 56 pts                   |                          |
| 7.º                      | Matteo Moschetti         | Trek-Segafredo              | 42 pts                   |                          |
| 8.º                      | Filippo Tagliani         | Androni Giocattoli-Sidermec | 39 pts                   |                          |
| 9.º                      | Filippo Fiorelli         | Bardiani CSF Faizanè        | 39 pts                   |                          |
| 10.º                     | Dylan Groenewegen        | Jumbo-Visma                 | 36 pts                   |                          |

### Clasificación de la montaña(Maglia Azzurra)
| Clasificación de la montaña | Clasificación de la montaña | Clasificación de la montaña        | Clasificación de la montaña | Clasificación de la montaña |
| Ciclista                    | Ciclista                    | Equipo                             | Puntos                      |                             |
| --------------------------- | --------------------------- | ---------------------------------- | --------------------------- | --------------------------- |
| 1.º                         | Gino Mäder                  | Bahrain Victorious                 | 26 pts                      |                             |
| 2.º                         | Geoffrey Bouchard           | AG2R Citroën Team                  | 18 pts                      |                             |
| 3.º                         | Kobe Goossens               | Lotto-Soudal                       | 18 pts                      |                             |
| 4.º                         | Francesco Gavazzi           | Eolo-Kometa                        | 17 pts                      |                             |
| 5.º                         | Vincenzo Albanese           | Eolo-Kometa                        | 16 pts                      |                             |
| 6.º                         | Rein Taaramäe               | Intermarché-Wanty-Gobert Matériaux | 13 pts                      |                             |
| 7.º                         | Matej Mohorič               | Bahrain Victorious                 | 10 pts                      |                             |
| 8.º                         | Alessandro De Marchi        | Israel Start-Up Nation             | 10 pts                      |                             |
| 9.º                         | Simon Pellaud               | Androni Giocattoli-Sidermec        | 9 pts                       |                             |
| 10.º                        | Nikias Arndt                | Team DSM                           | 9 pts                       |                             |

### Clasificación de los jóvenes(Maglia Bianca)
| Clasificación del mejor joven | Clasificación del mejor joven | Clasificación del mejor joven | Clasificación del mejor joven | Clasificación del mejor joven |
| Ciclista                      | Ciclista                      | Equipo                        | Tiempo                        |                               |
| ----------------------------- | ----------------------------- | ----------------------------- | ----------------------------- | ----------------------------- |
| 1.º                           | Attila Valter                 | Groupama-FDJ                  | 31 h 10 min 53 s              |                               |
| 2.º                           | Remco Evenepoel               | Deceuninck-Quick Step         | + 11 s                        |                               |
| 3.º                           | Egan Bernal                   | Ineos Grenadiers              | + 16 s                        |                               |
| 4.º                           | Aleksandr Vlásov              | Astana-Premier Tech           | + 24 s                        |                               |
| 5.º                           | Daniel Felipe Martínez        | Ineos Grenadiers              | + 1 min 06 s                  |                               |
| 6.º                           | Tobias Foss                   | Jumbo-Visma                   | + 1 min 53 s                  |                               |
| 7.º                           | Jai Hindley                   | Team DSM                      | + 3 min 40 s                  |                               |
| 8.º                           | Gino Mäder                    | Bahrain Victorious            | + 4 min 44 s                  |                               |
| 9.º                           | João Almeida                  | Deceuninck-Quick Step         | + 4 min 49 s                  |                               |
| 10.º                          | Harold Tejada                 | Astana-Premier Tech           | + 5 min 13 s                  |                               |

### Clasificación por equipos"Súper team"
| Clasificación por equipos | Clasificación por equipos | Clasificación por equipos | Clasificación por equipos |
| Equipo                    | Equipo                    | Tiempo                    |                           |
| ------------------------- | ------------------------- | ------------------------- | ------------------------- |
| 1.º                       | Ineos Grenadiers          | 93 h 35 min 22 s          |                           |
| 2.º                       | Bahrain Victorious        | + 1 min 05 s              |                           |
| 3.º                       | Team BikeExchange         | + 2 min 15 s              |                           |
| 4.º                       | Trek-Segafredo            | + 3 min 59 s              |                           |
| 5.º                       | Deceuninck-Quick Step     | + 5 min 08 s              |                           |
| 6.º                       | Team DSM                  | + 8 min 16 s              |                           |
| 7.º                       | EF Education-Nippo        | + 9 min 32 s              |                           |
| 8.º                       | Movistar Team             | + 10 min 00 s             |                           |
| 9.º                       | Jumbo-Visma               | + 18 min 00 s             |                           |
| 10.º                      | UAE Team Emirates         | + 21 min 17 s             |                           |

## Abandonos
- Caleb Ewan no completó la etapa por una lesión en la rodilla.[1]